# Zmiiove, Uleanovka
Zmiiove (în ucraineană Змійове) este un sat în comuna Lozuvata din raionul Uleanovka, regiunea Kirovohrad, Ucraina.

## Demografie
Componența lingvistică a localității Zmiiove
     Ucraineană (95%)
     Rusă (5%)
Conform recensământului din 2001, majoritatea populației localității Zmiiove era vorbitoare de ucraineană (95%), existând în minoritate și vorbitori de rusă (5%).